# Walk off the Earth
Walk off the Earth é uma banda canadense de indie rock formada em 2006, que fez sucesso pelo mundo produzindo vídeos musicais de baixo orçamento, entre covers e músicas originais. A banda construiu seu público sem qualquer ajuda de gravadoras ou empresários. São mais conhecidos por seus covers de músicas populares no YouTube, utilizando instrumentos musicais incomuns como o ukulele e o teremim.

## Carreira
O primeiro sucesso da banda veio de versões cover de The Gregory Brothers. O vídeo cover da música "Somebody That I Used to Know", de Gotye se tornou rapidamente popular no YouTube em 2012, atingindo mais de 127 milhões de visualizações em quatro meses e recebendo críticas positivas dos próprios Gotye e Kimbra (que são apresentados na música original). A banda também fez covers de "Someone Like You" de Adele, "Party Rock" de LMFAO, "Payphone" de Maroon 5, "Roll Up" de Wiz Khalifa entre outros.

## Integrantes

### Formação atual
- Gianni Luminati – baixo, violão/guitarra, ukulele, banjo, bateria, canto, theremin, xylophone, piano, cajon, cello, u-bass
- Sarah Blackwood – guitarra, baixo, kazoo, ukulele, banjo, glockenspiel, pandeireta, cigar box guitar, xilofone, piano, canto
- Mike "Beard Guy" Taylor – piano, canto, xilofone (in memorian)
- Joel Cassady – bateria, cigar box guitar

### Integrantes de turnê
- Lee Bolt - guitarra, banjo
- Ryan Marshall – guitarra, baixo, trompete, piano, harmónica, canto

### Ex-integrantes
- Pete Kirkwood – bateria

## Discografia

### Álbuns
- 2007: Smooth Like Stone on a Beach
- 2010: My Rock
- 2012: R.E.V.O.